# Кара-Якупово
Кара-Якупово (баш. Ҡара Якуп) — село в Чишминском районе Республики Башкортостан Российской Федерации. Центр Кара-Якуповского сельсовета. Находится на правом берегу реки Дёмы.

## География

### Географическое положение
Расстояние до:
- районного центра (Чишмы): 8 км,
- ближайшей ж/д станции (Чишмы): 8 км.

## Население
| 1939 | 1959 | 1970 | 1979 | 1989 | 2002 | 2009 |
| ---- | ---- | ---- | ---- | ---- | ---- | ---- |
| 738  | ↘622 | ↗631 | ↘524 | ↘429 | ↗448 | ↗520 |
| 2010 |      |      |      |      |      |      |
| ↘513 |      |      |      |      |      |      |

Национальный состав
Согласно переписи 2002 года, преобладающая национальность — башкиры (97 %).

## Религия
В селе есть мечеть.